# Егоров, Алексей Владимирович (ректор)
Алексей Владимирович Егоров (бел. Аляксей Уладзіміравіч Ягораў; род. 16 декабря 1969, Новосокольники, Псковская область) — доктор юридических наук, профессор, ректор Белорусского государственного экономического университета.

## Биография
Родился 16.12.1969 г. в Новосокольники.
В 1990—1995 гг. — обучался в Украинской государственной юридической академии г. Харькова, окончил её с отличием по специальности «Правоведение» и с присвоением квалификации «Юрист».
В 1995—1997 гг. — заведующий кафедрой правовых дисциплин, декан юридического факультета Витебского филиала Международного университета МИТСО.
В 1997 году переведен в Полоцкий государственный университет в связи с образованием юридического факультета.
В 1997—2000 гг. — старший преподаватель кафедры правоведения юридического факультета Полоцкого государственного университета.
В 2000—2014 гг. — декан юридического факультета Полоцкого государственного университета.
С 2014 по 2020 г. — ректор Витебского государственного университета имени П. М. Машерова.
С 2021 г. по настоящее время — ректор Белорусского государственного экономического университета.

## Общественная деятельность
С 2019 по 2024 г. — депутат Палаты представителей Национального собрания Республики Беларусь VII созыва.
Заместитель председателя Постоянной комиссии по законодательству Палаты представителей Национального собрания Республики Беларусь (2019—2021 гг.).
Член Межведомственной комиссии по безопасности в экономической сфере при Совете Безопасности Республики Беларусь.
Член комиссии Центрального Совета Союза юристов по вопросам научной и образовательной деятельности.
По инициативе Егорова А. В. в Республике Беларусь был создан первый в стране постоянно действующий третейский суд «Новополоцкая третейская палата».

## Научная деятельность
В 1999 г. защитил диссертацию на соискание ученой степени кандидата юридических наук, в 2001 г. присвоено ученое звание доцента по специальности «Право».
Докторская диссертация защищена в Московском государственном юридическом университете имени О. Е. Кутафина (2019 г.). По результатам переаттестации постановлением Президиума ВАК Республики Беларусь от 8 июня 2022 г. № 11 присуждена ученая степень доктора юридических наук. В 2023 г. присвоено ученое звание профессора.
А. В. Егоров — известный ученый в области права, основоположник научной школы сравнительного правоведения в Республике Беларусь. Он признанный эксперт в области комплексного исследования тeopeтикo-мeтoдoлогичecкиx проблем сравнительного правоведения, а также вопросов реализации иностранного правового опыта в различных правовых системах современности посредством правовой рецепции.
Член-корреспондент Международной академии сравнительного права.
Почетный доктор Финансового университета при Правительстве Российской Федерации.
Заместитель председателя экспертного совета ВАК Республики Беларусь по юридической отрасли науки.
Председатель учебно-методического объединения по экономическому образованию Министерства образования Республики Беларусь.
Член Координационного научно-методического совета учебно-методических объединений в сфере высшего образования.
А. В. Егоров входит в состав ученого совета Национального центра законодательства и правовых исследований Республики Беларусь, редакционных коллегий нескольких отечественных и зарубежных научных журналов (Вестник Санкт-Петербургской юридической академии, журнал «Вышэйшая школа», научно-практический журнал «Право.by»).
Является главным редактором сборника «Научные труды Белорусского государственного экономического университета».

## Награды
А. В. Егоров удостоен множества наград государственных органов, образовательных и общественных организаций, в частности:
- Лауреат высшей юридической премии «Фемида» за подготовку кадров и высокие достижения в области правового воспитания;
- Почётная грамота Совета Министров Республики Беларусь (2019 г.);
- Нагрудный знак Министерства образования Республики Беларусь «Выдатнік адукацыі» (2019 г.);
- Почётная грамота Евразийской Экономической Комиссии (2022 г.);
- Почётная грамота Национального собрания Республики Беларусь (2024 г.) и др.